# Japan Display
Japan Display Inc. (яп. 株式会社ジャパンディスプレイ кабусики-гайся дзяпан дисупурэй) (JDI) — объединённая японская компания по производству жидкокристаллических панелей малого и среднего размеров.
15 ноября 2011 года Sony, Hitachi и Toshiba пришли к соглашению об интеграции своего бизнеса по производству ЖК-панелей малого и среднего размеров, при участии государственно-частной компании Innovation Network Corporation of Japan (INCJ). Объединённый бизнес получил название Japan Display. INCJ стала крупнейшим акционером Japan Display Inc., с долей акций в 70%, в обмен на 2,6 миллиарда долларов инвестиций. Таким образом, Sony, Hitachi и Toshiba получили по 10%. Новое предприятие начало работу весной 2012 года и, как ожидается, станет крупнейшим производителем ЖК-панелей в мире.
В мае 2014 г. было объявлено что Japan Display, совместно с Sony и Panasonic, при участии INCJ (70 %) образуют новую компанию по производству OLED — JOLED.